# Girtab
Girtab (κ Sco / κ Scorpii / Kappa Scorpii) è una stella binaria spettroscopica visibile nella costellazione dello Scorpione. La principale è una variabile Beta Cephei.

## Osservazione
Girtab è posta nella parte sud-orientale dello Scorpione, in corrispondenza della sua coda. È individuabile circa 3° a sud-est della brillante coppia formata da Shaula e Lesath, in corrispondenza di uno dei tratti più luminosi della Via Lattea. Appare come un astro di colore azzurro e di magnitudine apparente di +2,37, il che ne fa la quinta stella in ordine di luminosità all'interno della costellazione. Poiché giace alla declinazione di 39°S, Girtab è una stella dell'emisfero australe. Nell'emisfero boreale essa non può essere osservata a nord del 51º parallelo, il che esclude buona parte del Canada e della Russia e l'Europa settentrionale. Diventa circumpolare solo alle latitudini più meridionali del 51°S, cioè solo nelle estreme regioni meridionali del Sudamerica e nel continente antartico. I mesi più propizi per la sua osservazione sono quelli corrispondenti all'estate boreale, da maggio ad agosto.

## Ambiente galattico
La parallasse misurata dal telescopio spaziale Hipparcos è 6,75 ± 0,17 mas. Ciò significa che la distanza presunta è 1/0,00675 = 148 ± 4 parsec, corrispondenti a 482 ± 13 anni luce. La distanza e la porzione del cielo in cui Girtab giace fanno avanzare l'ipotesi che essa possa appartenere all'associazione Scorpius-Centaurus, l'associazione OB più vicina a noi, comprendente centinaia di stelle di grande massa. Tuttavia l'appartenenza all'associazione non è certa e potrà essere confermata solo sulla base di misure più precise della distanza e dei moti delle varie componenti.

## Caratteristiche fisiche

### Il sistema
Girtab è una binaria spettroscopica riconosciuta come tale nel 1975. Nel 1997 si è misurato per la prima volta il periodo orbitale che è risultato essere 195,8 giorni. Harmenec e colleghi (2004) hanno studiato lo spettro di Girtab mediante i telescopi dell'osservatorio astronomico di La Silla. In particolare essi hanno preso in analisi le linee spettrali del silicio ionizzato una e due volte, dalle quali hanno potuto dedurre le variazioni della velocità radiale della stella principale del sistema. Queste osservazioni, più precise delle precedenti, hanno permesso di correggere leggermente il periodo orbitale in 195,712 ± 0,041 giorni. Inoltre si è potuto stabilire che la primaria percorre un'orbita molto eccentrica (e=0,488 ± 0,005) e che l'argomento del pericentro di tale orbita è 93,6° ± 0,89°. La distanza media fra le due componenti è pari a 1,7 UA (distanza leggermente superiore a quella che separa il Sole da Marte), ma l'alta eccentricità le avvicina al periastro fino a 0,87 UA e le allontana all'afastro fino a 2,5 UA.
La primaria è stata classificata come una stella di classe B1,5III. Si tratta, cioè, di una gigante azzurra, dall'elevata temperatura superficiale. Essa può essere stimata mediante gli indici di colore della stella: sulla base di tali indici, Harmenec e colleghi (2004) deducono che essa sia 24.500 K. Dalla temperatura superficiale, dalla distanza e dalla luminosità apparente si può dedurre la luminosità assoluta dell'astro: essa risulta essere 11.700 L☉. Dalla temperatura superficiale e dalla luminosità assoluta si può dedurre il raggio, che è stimato essere 8,1 ± 0,8 R☉. Assumendo una inclinazione orbitale di 40°, la massa della primaria risulta essere 11,3 ± 0,6 M☉. La velocità di rotazione all'equatore dell'astro moltiplicato per il seno dell'inclinazione dell'asse di rotazione rispetto alla nostra visuale (veq × sin i) è stimata essere 100 km/s. Supponendo che l'asse di rotazione sia perpendicolare al piano orbitale (cioè l'inclinazione dell'asse sia pari a 40°), ciò significa che la principale compie una rotazione su sé stessa ogni 3,62 ± 0,06 giorni.
Meno conosciute sono le caratteristiche fisiche della secondaria. Probabilmente essa è una stella azzurra di sequenza principale appartenente alle sottoclassi intermedie della classe B. Il suo raggio dovrebbe aggirarsi intorno a 5,8 R☉, la sua luminosità assoluta intorno a 3.550 L☉, mentre la sua massa dovrebbe essere circa 10 volte quella del Sole. Il valore di veq × sin i è calcolato essere 170 km/s.
La principale sembra essere abbastanza massiccia per esplodere in una supernova al termine del suo ciclo vitale, mentre probabilmente il destino della secondaria è diventare una massiccia nana bianca. L'esplosione della principale potrebbe espellere la secondaria dal sistema facendola diventare una stella fuggitiva.

### Una variabile Beta Cephei
La principale di Girtab è una variabile Beta Cephei. Le Beta Cephei sono un tipo di variabili pulsanti: le loro variazioni di luminosità sono causate da pulsazioni della superficie della stella. Di solito sono di tipo spettrale B0-B3, hanno masse comprese tra le 9 e le 17 M⊙ e nel diagramma di Hertzsprung-Russell si collocano leggermente al di sopra della sequenza principale, con magnitudine assoluta tra -3 e -5. Si suppone che siano stelle che stanno abbandonando la sequenza principale e che subiscono per questo una lenta espansione e una diminuzione di densità, che causa un aumento nel periodo di pulsazione.
La principale di Girtab è stata studiata da Uytterhoeven e colleghi (2005). Essi hanno potuto stabilire che il ciclo dominante delle variazioni della velocità radiale ha una durata di 4,80074 ore. Questo dato è in buon accordo con le variazioni rilevate mediante osservazioni fotometriche: il satellite WIRE ha potuto rilevare variazioni nella luce visibile emessa da Girtab aventi una periodicità di 4,79568 ore. La frequenza dominante è interpretata come causata dalle pulsazioni non radiali a cui la stella va soggetta.
Oltre al ciclo dominante le osservazioni spettroscopiche hanno permesso di individuare altri due cicli che si sovrappongono al primo, della durata di 4,9303 e 4,214 ore. Tuttavia in questo caso i cicli spettroscopici non trovano un analogo fotometrico. Secondo Uytterhoeven e colleghi (2005) essi non vanno interpretati come dovuti a pulsazioni della stella, ma piuttosto a irregolarità sulla sua superficie. Tali irregolarità potrebbero essere dovute a una non omogenea distribuzione degli elementi chimici sulla superficie stellare. Alternativamente, le oscillazioni secondarie potrebbero dipendere dalla presenza di strutture di materiale che ruotano insieme alla stella. Uytterhoeven e colleghi (2005) concludono che i dati da loro analizzati sono compatibili con l'ipotesi che le oscillazioni a cui le variabili Beta Cephei vanno incontro sono monoperiodiche e che eventuali oscillazioni secondarie devono essere fatte risalire ad altre cause.

## Etimologia
Il nome Girtab deriva probabilmente dall'accadico, dove significava il pungiglione o il luogo ove ci si prostra, sembrando in tal modo indicare una creatura pericolosa. Originariamente il nome era applicato all'asterismo che comprende oltre a κ Scorpii, λ Scorpii, υ Scorpii e ι Scorpii.